# Will You Be There
Will You Be There – singiel Michaela Jacksona z albumu Dangerous. Utwór dotarł do 7 miejsca na liście Billboard Hot 100. Znalazł się na soundtracku do filmu Uwolnić orkę. Wygrał MTV Movie Awards w kategorii „Best Song in a Movie” w 1994 roku.

## Lista utworów
1. „Will You Be There” (Radio Edit) – 5:22
2. „Man in the Mirror” – 5:15
3. „Girlfriend” – 3:04
4. „Will You Be There” (Album version) – 7:40